# Eosentomon tamurai
Eosentomon tamurai är en urinsektsart som beskrevs av Nakamura 1997. Eosentomon tamurai ingår i släktet Eosentomon och familjen trakétrevfotingar. Inga underarter finns listade i Catalogue of Life.